# Vasati Pulufana
Matamua Seumanu Vasati Sili Pulufana est une femme politique samoane.

## Biographie
Après sa scolarité aux Samoa, aux Samoa américaines et en Nouvelle-Zélande, elle suit des formations aux Samoa et en Australie pour devenir enseignante dans l'enseignement secondaire. Elle est la veuve de Tiata Sili Pulufana, député à l'Assemblée législative des Samoa de 2001 jusqu'à sa mort en 2011 ; le couple a neuf enfants.
Elle entre à son tour en politique en 2020 en adhérant au nouveau parti d'opposition Fa'atuatua i le Atua Samoa ua Tasi, et le parti la choisit comme candidate pour la 1re circonscription de Fa'asaleleaga pour les élections législatives de 2021. Elle mène campagne sur un accès plus facile à la vaccination des enfants en milieu rural, ainsi qu'un accès plus facile à l'enseignement supérieur pour les adolescents résidant sur l'île de Savai'i. Élue députée avec 63,4 % des voix dans sa circonscription face au député et ministre des Finances sortant Sili Epa Tuioti, elle est nommée ministre de la Justice dans le gouvernement de la nouvelle Première ministre Fiame Naomi Mata'afa. À cette fonction, elle a également pour responsabilité de censurer les films étrangers considérés comme incompatibles avec le conservatisme chrétien de l'État samoan.